# Саринское сельское поселение
Саринское се́льское поселе́ние — муниципальное образование в Кунашакском районе Челябинской области Российской Федерации. В рамках административно-территориального устройства муниципальное образование  соответствует административно-территориальной единице Саринский сельсовет.
Административный центр — село Сары.

## История
Статус и границы сельского поселения установлены Законом Челябинской области от 12 ноября 2004 года № 288-ЗО «О статусе и границах Кунашакского муниципального района и сельских поселений в его составе»

## Население
| 2002  | 2010  | 2011  | 2012  | 2013  | 2014  | 2015  |
| ----- | ----- | ----- | ----- | ----- | ----- | ----- |
| 2267  | ↘2184 | ↘2181 | ↘2121 | ↘2085 | ↘2001 | ↗2035 |
| 2016  | 2017  | 2018  | 2019  | 2020  | 2021  |       |
| →2035 | ↗2047 | ↗2049 | ↘2044 | ↘2029 | ↘1926 |       |

## Состав сельского поселения
| № | Населённый пункт | Тип населённого пункта       | Население |
| - | ---------------- | ---------------------------- | --------- |
| 1 | Аминева          | деревня                      | ↗473      |
| 2 | Каинкуль         | деревня                      | ↘253      |
| 3 | Каракульмяк      | деревня                      | ↘46       |
| 4 | Сары             | село, административный центр | ↘971      |
| 5 | Сулейманово      | деревня                      | ↘60       |
| 6 | Чебакуль         | деревня                      | ↗381      |